# Хотимск
Хо́тимск (бел. Хоцімск) — городской посёлок в Могилёвской области Беларуси. Административный центр Хотимского района.
Численность населения — 5 996 человек (1 января 2025 года).

## География
Самый восточный районный центр Беларуси. Расположен на реке Беседь при впадении в неё рек Ольшовка и Жадунь, в 207 км от Могилёва, 37 км от железнодорожной станции Коммунары на линии Кричев—Унеча. Автомобильными дорогами соединён с Суражом, Костюковичами (Р74) и Климовичами (Р139). Средняя температура января −8°С, июля — 18.5°С. За год выпадает 593 мм осадков.
Недалеко от Хотимска расположена крайняя восточная точка Беларуси.

## Геральдика
Герб и флаг утверждены решением Хотимского районного исполнительного комитета от 13 декабря 2001 года № 13-16. Зарегистрированы в Гербовом матрикуле Республики Беларусь 22 декабря 2001 года № 75.

## История
Упоминается в 1398 г. как деревня Хотимск в составе Великого княжества Литовского. С XVI в. — деревня в Мстиславском воеводстве. Образована мелкими торговцами и ремесленниками. В 1714 году здесь было 66 домов, корчма, мельница, церковь. Тогда же напротив, на левом берегу Беседи построили местечко Радзивилов, где насчитывалось 148 дворов и 3 улицы, в 1747 году — 116 домов, 8 улиц, церковь Рождества Богородицы, синагога, корчма, тюрьма.
После 1-го раздела Речи Посполитой в 1772 году Радзивилов переименовали в Хотимск. Он принадлежал Потёмкину и входил в Кричевское графство. В конце XIX в. здесь проживало около 3 тысяч жителей, было народное училище, 2 церкви, 2 кожевенных завода, бровар, 44 лавки, 2 водяные мельницы, больница, а в год проходили 2 ярмарки.
В 1924 году включён в состав БССР. С июля 1931 года Хотимск находился в составе Костюковичского района, с февраля 1935 года — центр Хотимского района, с января 1938 года — в составе Могилёвской области. С 27 сентября 1938 года — городской посёлок.
В Великую Отечественную войну во время оккупации немецко-фашистские захватчики создали гетто и убили около 800 евреев. 26 сентября 1943 года Хотимск в числе первых районных центров Белоруссии был освобожден от захватчиков войсками Брянского фронта.
20 октября 1995 года административные единицы Хотимский район и посёлок Хотимск, имеющие общий административный центр, объединены в одну административную единицу — Хотимский район.
В последние пять лет наблюдается тенденция снижения численности населения — от 7179 человек в 2008 году до 6795 человек в 2012 году.
В 2024 году отмечен значительный вклад в повышение благоустроенности в 2023 году территории в Хотимске.

## Население
Численность населения — 5 996 человек (на 1 января 2025 года). Численность населения — 6 139 человек (1 января 2023 года).
| Численность населения с 1939 года:                                                              |
| Графики недоступны из-за технических проблем. См. информацию на Фабрикаторе и на mediawiki.org. |

| Год            | 1939 | 1959  | 1970  | 1979  | 1989  | 2006  | 2018  | 2019  | 2023  | 2024 | 2025   |
| -------------- | ---- | ----- | ----- | ----- | ----- | ----- | ----- | ----- | ----- | ---- | ------ |
| Население чел. | 3199 | ▲4795 | ▼4577 | ▲5915 | ▲7696 | ▼7259 | ▼6240 | 6 185 | 6 139 |      | ▼5 996 |

## Экономика
В посёлке работает ОАО «Хотимский льнозавод». В посёлке работает автопарк, обеспечивающий движение по 8 пригородным и 1 междугороднему маршруту. Основной организацией торговли в районе является Хотимское районное потребительское общество. В Хотимске расположено Хотимское УКП «Бытуслуги», обеспечивающее оказание множества услуг населению (пошив и ремонт одежды и др.). В посёлке есть гостиница «Беседь».

## Транспорт

### Велодвижение
В 2020 было проведено анкетирование о велодвижении, было опрошено 172 жителя: 117 женщин и 55 мужчин разного возраста. 54% ответили что имеют велосипед.

## Образование
В посёлке расположен Хотимский государственный колледж (ранее-профессиональный лицей №16), который готовит трактористов-машинистов сельскохозяйственного производства, водителей грузовых автомобилей, электросварщиков, овощеводов, маляров, слесарей, штукатуров.

## Культура
- Хотимский историко-краеведческий музей, в котором собран 3761 экспонат основного фонда. В 2016 году музей посетили 11,3 тыс. человек (по этому показателю музей занял 14-е место в Могилёвской области)[23]. В музее действуют три постоянных экспозиции, посвящённые этнографии, природе, археологии и древней истории[24].
- Дом ремёсел
- Центр культуры «Мир»

## События и мероприятия
- 7 октября 2023 года — областной фестиваль «Дажынкi»[25]

## Достопримечательности
- Свято-Троицкий собор (1861—1873) — памятник архитектуры ретроспективно-русского стиля  Историко-культурная ценность Республики Беларусь, шифр 513Г000538
- Свято-Покровская церковь (1891) — памятник народного зодчество  Историко-культурная ценность Республики Беларусь, шифр 513Г000540
- Дом по Комсомольской улице, 22 (начало XX в.) —  Историко-культурная ценность Республики Беларусь, шифр 513Г000537
- Дом по улице Дзержинского, 13а (начало XX в.)
- Дом по улице Садовой, 20 (1911).

### Памятник, скульптура
- Памятник В. И. Ленину
- Памятник «Артиллерийское орудие»
- Мемориальный знак «Багач». Представляет собой нумизматический знак, монету. Открыт 7 октября 2023 года в рамках проведения областного фестиваля «Дажынкi»[26]. Автор — скульптор Александр Миньков.
- Памятный знак воинам-интернационалистам (15.02.2024)

## Галерея
- Панорама
- Свято-Троицкий собор
- Свято-Троицкий собор
- Свято-Троицкий собор
- Свято-Покровская церковь
- Свято-Покровская церковь
- Редакция районной газеты "Шлях Кастрычніка". Улица Садовая, 20
- Дом по ул. Дзержинского, 13а (ныне - Хотимский краеведческий музей)
- Дом по ул. Комсомольская, 22 (ныне - Хотимский Дом ремёсел)
- Панорама
- Дом
- Аттракционы
- Парк
- Дом

## Известные уроженцы, жители
- Иосиф Ефимович Черняк (1895, Хотимск Могилёвской губернии — 1 февраля 1975, Нетания, Израиль) — советский еврейский лингвист, фольклорист.